# Championnat de France de basket-ball de deuxième division 1983-1984
Navigation
Saison précédente Saison suivante
Le championnat de Nationale 2 de basket-ball est le deuxième plus haut niveau du championnat de France masculine de basket-ball. Vingt-quatre clubs participent à la compétition divisés en deux poules de douze. 
À la fin de la saison régulière, les équipes classées première de leur poule montent en Nationale 1 et se dispute sur une manche le titre de Champion de France de Nationale 2. 
Les équipes classées de la 9e à la 12e place de Nationale 2 à l'issue de la saison régulière du championnat, descendent en Nationale 3.

## Clubs participants[1]

### Poule A
| Clubs                             | Salles (Capacités)                                                   | Villes                  |
| --------------------------------- | -------------------------------------------------------------------- | ----------------------- |
| Stade Clermont                    | Maison des Sports (5 000 places)                                     | Clermont-Ferrand        |
| JDA Dijon                         | Palais des sports Jean-Michel-Geoffroy (4 628 places)                | Dijon                   |
| ALUS Doazit                       |                                                                      | Doazit                  |
| CJF Fleury-les-Aubrais            |                                                                      | Fleury-les-Aubrais      |
| OS Hyères                         | Espace 3000 (2 500 places)                                           | Hyères                  |
| AS Montferrand Basket             |                                                                      | Clermont-Ferrand        |
| Nice Olympique                    | Salle Serge Leyrit (1 700 places)                                    | Nice                    |
| Racing Club Paris                 | Stade Pierre-de-Coubertin (4200 places) & Gymnase Japy (1500 places) | Paris                   |
| GSCM Roanne                       | Halle André-Vacheresse (3 085 places)                                | Roanne                  |
| CA Saint-Étienne                  | Stadium du Bardot                                                    | Saint-Étienne           |
| Espérance Saint Julien-les-Villas |                                                                      | Saint-Julien-les-Villas |
| Aviron Villeneuve                 | Stadium (1 000 places)                                               | Villeneuve-sur-Lot      |

### Poule B
| Clubs            | Salles (Capacités)                           | Villes                 |
| ---------------- | -------------------------------------------- | ---------------------- |
| Berck BCO        | Palais des sports (3 000 places)             | Berck                  |
| SC Charenton     |                                              | Charenton-le-Pont      |
| Cholet Basket    |                                              | Cholet                 |
| AS Denain        | Salle Jean Degros (2 500 places)             | Denain                 |
| ALM Évreux       | Salle Jean Fourré (3 399 places)             | Évreux                 |
| SI Graffenstaden |                                              | Illkirch-Graffenstaden |
| AL Montivilliers |                                              | Montivilliers          |
| Mulhouse BC      | Palais des Sports (3 700 places)             | Mulhouse               |
| SLUC Nancy       | Palais des sports Jean-Weille (4 500 places) | Nancy                  |
| US Orléans       |                                              | Orléans                |
| CO Saint-Brieuc  | Salle Omnisports                             | Saint-Brieuc           |
| Avenir de Rennes |                                              | Rennes                 |

## Saison régulière

### Classement saison régulière[2]

#### Poule A
| #  | Équipe                                | Pts | J  | G  | N | P  | Pp | Pc | Diff |
| 1  | CA Saint-Étienne                      | 56  | 22 | 17 | 0 | 5  |    |    |      |
| 2  | Nice Olympique                        | 55  | 22 | 16 | 1 | 5  |    |    |      |
| 3  | GSCM Roanne                           | 51  | 22 | 14 | 1 | 7  |    |    |      |
| 4  | JDA Dijon                             | 50  | 22 | 14 | 0 | 8  |    |    |      |
| 5  | Racing Club Paris                     | 48  | 22 | 13 | 0 | 9  |    |    |      |
| 6  | Stade Clermontois                     | 47  | 22 | 12 | 1 | 9  |    |    |      |
| 7  | OS Hyères (P)                         | 42  | 22 | 10 | 0 | 12 |    |    |      |
| 8  | Espérance Saint Julien-les-Villas (P) | 40  | 22 | 9  | 0 | 13 |    |    |      |
| 9  | AS Montferrand Basket (P)             | 39  | 22 | 8  | 1 | 13 |    |    |      |
| 10 | CJF Fleury-les-Aubrais (+6)           | 34  | 22 | 6  | 0 | 16 |    |    |      |
| 11 | Aviron Villeneuve (-6)                | 34  | 22 | 6  | 0 | 16 |    |    |      |
| 12 | ALUS Doazit (P)                       | 32  | 22 | 5  | 0 | 17 |    |    |      |

#### Poule B
| #  | Équipe                | Pts | J  | G  | N | P  | Pp | Pc | Diff |
| 1  | Mulhouse BC           | 57  | 22 | 17 | 1 | 4  |    |    |      |
| 2  | AS Denain             | 55  | 22 | 16 | 1 | 5  |    |    |      |
| 3  | CO Saint-Brieuc (+35) | 52  | 22 | 15 | 0 | 7  |    |    |      |
| 4  | SLUC Nancy (-35)      | 52  | 22 | 15 | 0 | 7  |    |    |      |
| 5  | US Orléans            | 48  | 22 | 13 | 0 | 9  |    |    |      |
| 6  | Berck BCO             | 47  | 22 | 12 | 0 | 9  |    |    |      |
| 7  | Cholet Basket (P)     | 45  | 22 | 11 | 1 | 10 |    |    |      |
| 8  | Avenir de Rennes (P)  | 41  | 22 | 9  | 1 | 12 |    |    |      |
| 9  | SI Graffenstaden      | 40  | 22 | 9  | 0 | 13 |    |    |      |
| 10 | ALM Évreux            | 36  | 22 | 6  | 2 | 14 |    |    |      |
| 11 | SC Charenton (P)      | 33  | 22 | 5  | 1 | 16 |    |    |      |
| 12 | AL Montivilliers (P)  | 23  | 22 | 0  | 1 | 21 |    |    |      |

- Le 11 février 1984, Skeeter Jackson du SC Charenton réalise la meilleure performance de la saison en marquant 56 points contre Cholet Basket[3].

|     | Promotion en Pro A          |
|     | Relégation en Nationale III |
| (P) | Promu 1983                  |

#### Leaders points
- Etrangers

| Rang | Joueur-Equipe                            | Moyenne |
| ---- | ---------------------------------------- | ------- |
| 1    | Greg Johns - ALM Évreux                  | 33,2    |
| 2    | Tony Parker Sr - AS Denain               | 33      |
| 3    | Rudy Jackson - Cholet Basket             | 33      |
| 4    | Donald Reese - GSCM Roanne               | 31,9    |
| 5    | Zdzislaw Raczek - CJF Fleury-les-Aubrais | 29,5    |

| Rang | Joueur-Equipe                                    | Moyenne |
| ---- | ------------------------------------------------ | ------- |
| 1    | Yaya Cissokho - OS Hyères                        | 24,2    |
| 2    | Georges Eddy - Espérance Saint Julien-les-Villas | 24,2    |
| 3    | Zackery Jones - Avenir de Rennes                 | 23,2    |
| 4    | Jean-Aimé Toupane - Aviron Villeneuve            | 22,2    |
| 5    | Marc Bousinière - SI Graffenstaden               | 21      |

## Finale[4]
|  |  |

La rencontre opposant les premiers de chaque poule pour le titre de champion de France se déroule à Cholet
- CA Saint-Étienne b. Mulhouse BC 108-89 (57-35)

## Sources et références
1. ↑  Maxi-Basket n°12, Octobre 1983, Présentation Nat.II, page 51
2. ↑  Maxi-Basket n°20, Juin 1984, Classement, page 62
3. ↑  Maxi-Basket n°18, Avril 1984, page 62
4. ↑  Olivier Furon : Le livre d'or du basket 1984